# Дом-комбинат НКВД (Серебренниковская улица, 16)
Жилой дом-комбинат НКВД — здание в стиле конструктивизма, построенное в 1932 году. Архитекторы — И. Т. Воронов, Б. А. Гордеев. Расположен в Центральном районе Новосибирска. Памятник архитектуры регионального значения.

## История
В начале 1930-х годов на территории СССР повсеместно возводились так называемые «городки чекистов». В Новосибирске ряд архитекторов объединился вокруг Бориса Гордеева и спроектировал для сотрудников ОГПУ (в кварталах между Серебренниковской и Красным проспектом) комплекс зданий, среди которых были 2 дома-комбината — дом по Серебренниковской улице № 16 и расположенный напротив него дом-комбинат по улице Серебренниковской № 23.

## Описание
Г-образное здание разной высотности (5—6 этажей) выходит главным фасадом на красную линию Серебренниковской улицы.
Угол здания формирует возвышающийся и выступающий вперёд объём, который завершается высоким парапетом.
Гладкие оштукатуренные плоскости здания контрастируют с вертикальными лентами трапециевидных эркеров и угловыми балконами (их плиты задают горизонтальный ритм).
Вертикальные витражи лестничных клеток и большие прямоугольные оконные проёмы создают ритмический строй главного фасада.
Светло-жёлтые стены контрастируют с первым (цокольным) этажом, выделенным серым цветом.
Южный фасад имеет арку-проезд на территорию двора, её расположение акцентирует вертикальная ниша во всю высоту фасада.
Дом базируется на бутовом ленточном фундаменте, стены здания кирпичные и оштукатурены.
Стропильная крыша покрыта металлом.